# ديوان الرقابة المالية الإتحادي (العراق)
ديوان الرقابة المالية الإتحادي وهو هيئة مستقلة مالياً وإدارياً، تم تأسيسه عام 1927، ويعتبر أعلى هيئة رقابة مالية مرتبطة بمجلس النواب العراقي، يمثله رئيس الديوان أو من يخوله، يتولى الرقابة على المال العام أينما وجد، ويعد أحد الأجهزة الرائدة في حماية المال العام والكشف عن حالات الغش والتلاعب ومكافحة الفساد المالي والإداري والمساهمة الفاعلة في دعم الاقتصاد الوطني العراقي.

## روابط خارجية
الموقع الرسمي